# Окіп (Шосткинський район)
Окі́п —  село в Україні, у Ямпільській селищній громаді Шосткинського району Сумської області. Населення становить 22 особи. До 2020 орган місцевого самоврядування — Воздвиженська сільська рада.

## Населення

### Мова
Розподіл населення за рідною мовою за даними :
| Мова       | Кількість | Відсоток |
| ---------- | --------- | -------- |
| українська | 31        | 100%     |

## Географія
Село Окіп знаходиться на відстані до 2-х км від сіл Імшана, Діброва та Грем'ячка. Поруч проходить автомобільна дорога Т 1915.

## Історія
12 червня 2020 року, відповідно до розпорядження Кабінету Міністрів України № 723-р «Про визначення адміністративних центрів та затвердження територій територіальних громад Сумської області», село увійшло до складу Ямпільської селищної громади.
19 липня 2020 року, в результаті адміністративно-територіальної реформи та ліквідації Ямпільського району, село увійшло до складу новоутвореного Шосткинського району.